# 鳶がクルリと
『鳶がクルリと』（とびがくるりと）は、2005年公開の日本映画。監督は薗田賢次。ヒキタクニオの同名小説（新潮社刊）が原作となっている。文春きいちご賞第9位。

## あらすじ
鳶職の世界とは無縁の会社員が、鳶職の世界に指揮役として飛び込むことになってしまった。

## キャスト
中野貴奈子
演：観月ありさ
鳶職の世界とは無縁の会社員。
高松悦治
演：哀川翔
池谷定吉（ご隠居）
演：宇津井健（特別出演）
高松ツミ
演：通山愛里
高松の娘。
石坂勇介
演：塩見三省
豊田健次
演：杉浦太雄
尾関剛
演：須藤元気
島村雷太
演：品川祐
島村風太
演：庄司智春
大岡栄介
演：曽根英樹
飯野圭子
演：風吹ジュン
万城目喜市
演：平泉成
野中努
演：小林すすむ
ブリック・マイヤー
演：ジル・ボーフィス
島谷喜助
演：針原滋　※針原茂 名義
石原亜美
演：野口真緒
戸村拓也
演：森優貴
美容師
演：窪塚洋介（友情出演）
その他
前田昌代、三浦敦子 ほか

## スタッフ
- 監督：薗田賢次
- 製作：黒澤満
- 企画：遠藤茂行
- プロデューサー：國松達也、塚田有希
- ラインプロデューサー：望月政雄
- 原作：ヒキタクニオ
- 脚本：丸山昇一
- 撮影：柳島克己
- 照明：舘野秀樹
- 美術：小川富美夫
- 録音：柴山申広
- VFXプロデューサー：佐藤高典
- 編集：大畑英亮、薗田賢次
- 記録：生田透子
- 装飾：湯澤幸夫
- 助監督：山田敏久
- 製作担当：岩下真司
- 宣伝プロデューサー：杉田薫
- 音楽：遠藤浩二、HOME GROWN
- 音楽プロデューサー：津島玄一、小磯謙
- 主題歌：ALISA MIZUKI TO ASIAN2 「セ・ラ・ビ」
- エンディングソング：RYO the SKYWALKER 「Seize The Day」
- 刺青：霞涼二
- 技斗：瀬木一将（高瀬道場）
- 製作委員会メンバー：東映、東映ビデオ、アドギア
- 配給：東映
- 製作協力：セントラル・アーツ

## 作品の評価

### 興行成績
- 東映の歴代でもワースト1位か2位を争うほどの不入りを記録した[1]。